# 共産主義革命
共産主義革命（きょうさんしゅぎかくめい　communist revolution）とは共産主義を目指した革命である。
バブーフやブランキは、平等社会を目指しての暴力革命を主張した。
マルクス主義では、資本主義の発展により矛盾が増大すると、社会革命（社会主義革命、共産主義革命）が発生し、プロレタリア独裁の段階を経由して、市場・貨幣・賃金労働などが廃絶された新しい無階級社会である共産主義社会が生まれ、階級抑圧の機構としての国家・軍隊・戦争なども消滅するとした。
後にスターリンによって定式化されたマルクス・レーニン主義の概念では、共産主義の第一段階（より低い段階）が社会主義社会と呼ばれ、第二段階（より高い段階）が共産主義社会と呼ばれた。これにより当時の社会主義諸国は社会主義段階と位置づけられ、貨幣・国家などの廃止は将来の共産主義社会にて実現されるとされた。スターリニズムや一国社会主義論も参照。